# Hütte Neu-Essen

Hütte Neu-Essen auf der Preußischen Uraufnahme

Die Hütte Neu-Essen zählte – neben der St.-Antony-Hütte (1758) und der Gutehoffnungshütte (1782) – zu den ältesten Eisenhütten in der Ruhrregion. Maria Cunegunda, Fürstäbtissin des Stiftes Essen, ließ sie 1791 an der Emscher in Lippern, heute ein Ortsteil von Oberhausen, von Gottlob Julius Jacobi errichten.
Maria Cunegunda erwarb 1793 auch die St. Antony-Hütte von den Erben Wenges. Im Rahmen der Säkularisation standen 1805 beide Hütten zum Verkauf. Jacobi, dem ein Anteil von einem Viertel an den Hütten gehörte, vermittelte den Verkauf an die Brüder Franz Haniel und Gerhard Haniel aus Ruhrort, mit denen er verschwägert war. Der Betrieb ging in der Hüttengewerkschaft und Handlung Jacobi, Haniel und Huyssen auf.
Die Eisenhütte Neu-Essen wurde später geschlossen. Aufgrund des französischen Einfuhrverbots für Eisengusswaren fehlte der Absatz links des Rheins.